# Parapilkhanivora
Parapilkhanivora är ett släkte av steklar. Parapilkhanivora ingår i familjen fikonsteklar.
Kladogram enligt Catalogue of Life:
| Parapilkhanivora | \| \| Parapilkhanivora nigra \| \| \| \| \| \| Parapilkhanivora testacea \| \| \| \| |
|                  | \| \| Parapilkhanivora nigra \| \| \| \| \| \| Parapilkhanivora testacea \| \| \| \| |
|                  | Parapilkhanivora nigra                                                               |
|                  |                                                                                      |
|                  | Parapilkhanivora testacea                                                            |
|                  |                                                                                      |